# Leucophenga interrupta
Leucophenga interrupta är en tvåvingeart som beskrevs av Oswald Duda 1924. Leucophenga interrupta ingår i släktet Leucophenga och familjen daggflugor. Inga underarter finns listade i Catalogue of Life.